# S型潜水艦
S型潜水艦（エスがたせんすいかん）は、ソ連海軍の潜水艦の艦級。正式艦級名称は第9系列潜水艦スレドニャーヤ（Подводные лодки типа «Средняя»）である。非公式の渾名はスターリネツ級。

## 背景

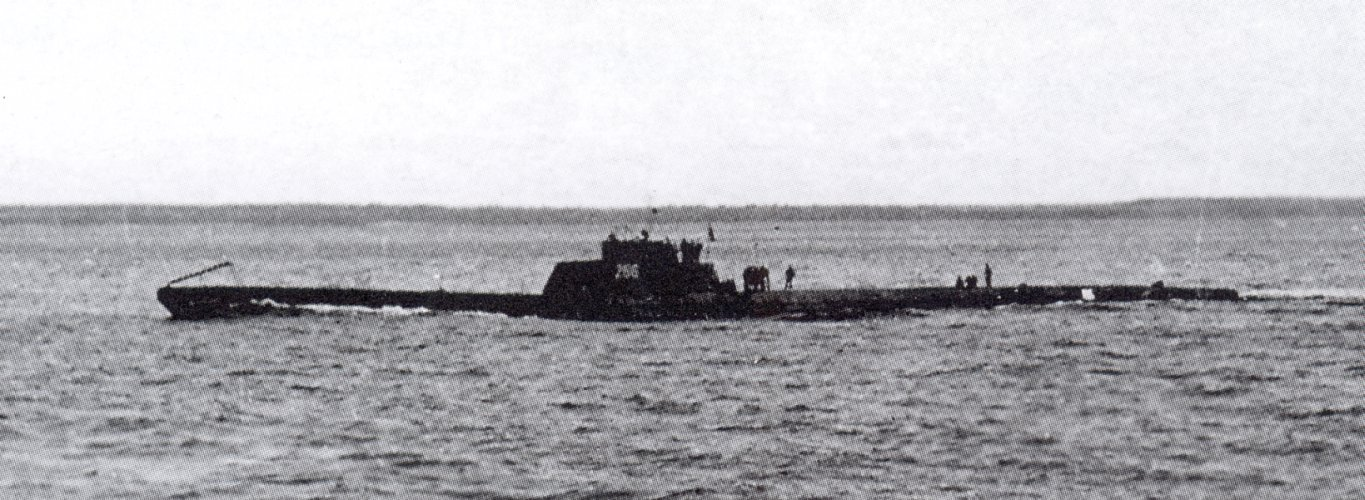
一番艦S-1 公試中

1930年代、ソ連は海軍力増強のため大規模な艦艇建造計画を画策した。特に沿岸防衛用の潜水艦は重点整備要目とされ、多数が建造された。しかし、当時のソ連の技術力では充分な性能の潜水艦を開発できず、ソ連は他国からの技術導入を必要としていた。
そのため、ソ連はヴァイマル・ドイツ共和国に目を付けた。当時のドイツはヴェルサイユ条約により潜水艦の建造を禁じられていた。ソ連はドイツ企業に造船所を提供し、国内の施設を条約の抜け道として利用させる代償として、ドイツの潜水艦技術を導入することに成功した。その他にも、オランダ、イタリア、スペインなど欧州各国と取引を行い、造船技術導入に努めた。ちなみに当時のドイツ側も、欧州各国と接触し、ヴェルサイユ条約の監視を逃れるべく国外造船所の確保に奔走している。

## 開発
1933年に、新型潜水艦開発計画が開始され、ドイツ国内で設計が開始された。そのため、本型は第一次世界大戦時のドイツ潜水艦の発展型というべき様態となった。主機のディーゼル機関はMAN社製であり、その他の電動機、蓄電池など各種装置の大半はドイツ製であった。
設計は短期間で行われ、同年中には、ソ連に設計図が引き渡された。本型は第9系列潜水艦と命名され、建造が開始された。しかし本型の製造にはドイツ製の生産設備が必要だったため、国内での建造数には限界があり、建造数は3隻に留まった。
ソ連国内での大量建造を可能とするための改良型が第9改系列(Series IX bis)および第9改二系列(Series IX bis 2)である。改型ではディーゼル機関をはじめ部品の大半をソ連製に置換したもので、ソ連製の生産設備での建造を可能とさせた。ソ連の技術では部品製造に困難が続出し、建造計画の遅延が頻発しながらも、大量建造に成功した。第9改・改二系列は合計78隻が発注され、53隻が竣工した。

## 戦歴
本型は冬戦争、第二次世界大戦などで運用された。当時のソ連潜水艦の中では最も完成度の高いものであり、ソ連潜水艦隊の尖兵として活躍したが、17隻が沈没した。特に、主に乗員の訓練不足などが原因で、機雷に接触して沈没した艦が多かった。1950年代頃には退役したが、一部は中国海軍に譲渡され、1970年代まで使用された。